# Blitzschutz
Unter einer Blitzschutzanlage (englisch Lightning Protection System, LPS) versteht man Vorkehrungen gegen schädliche Auswirkungen von Blitzeinschlägen auf bauliche Anlagen.
Einen absoluten Schutz bietet eine Blitzschutzanlage nicht.
Durch die hohe Stromstärke der elektrischen Entladung erhitzen sich die auf dem Pfad des Blitzes liegenden Objekte und können in Brand geraten. Das in porösen Materialien enthaltene Wasser sowie in Holzbauteilen enthaltene Harze und Öle können explosionsartig verdampfen. Das starke elektromagnetische Feld induziert Spannungen in parallel verlaufenden elektrischen Leitungen und metallischen Rohrleitungen und kann daran angeschlossene elektronische Geräte beschädigen.
Man unterscheidet zwischen dem äußeren Blitzschutz durch Blitzableiter und dem inneren Blitzschutz, der vornehmlich dem Schutz vor elektrischen Überspannungen dient, die sich über Rohr- und Leitungsnetze verbreiten und noch in über einem Kilometer Entfernung Schäden verursachen können.

Prinzipieller Aufbau einer Blitzschutzanlage, die alternativ mit Tiefenerder oder Fundamenterder betrieben werden kann.

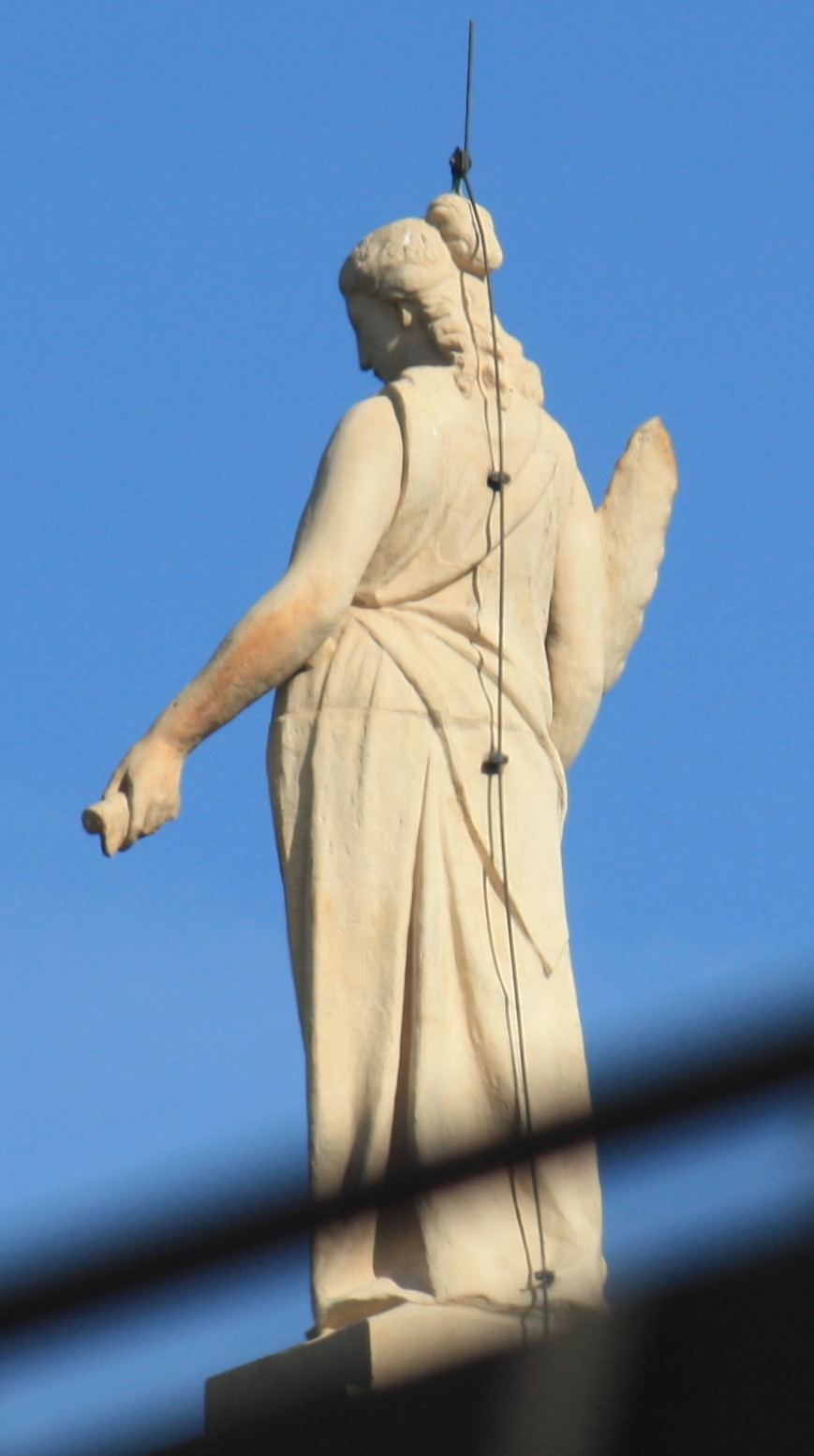
Fangeinrichtung in Form einer metallischen Stange über der Statue, und Blitzableitung entlang der Statue

## Funktion
Eine Blitzschutzanlage verringert die Schäden, die ein einschlagender Blitz im zu schützenden Objekt verursacht. Im Falle eines Einschlages bieten Blitzableiter dem Blitzstrom einen definierten Strompfad mit niedrigem elektrischen Widerstand. Die primäre Schutzfunktion besteht darin, den Blitzstrom am zu schützenden Objekt vorbeizuführen und möglichst schadensfrei in das Erdreich abzuleiten.
Das obere Ende der blitzableitenden Anlage wird als Fangeinrichtung bezeichnet. Durch die hohe Randfeldstärke unmittelbar über der geerdeten Fangeinrichtung bilden sich bei einem Gewitter Teilentladungen wie die Koronaentladungen aus. Diese schwachen Gasentladungen an elektrisch leitfähigen Spitzen und Kanten (Spitzenentladungen) führen zu einer teilweisen Ionisierung der umgebenden Luft, wodurch ein Blitz mit höherer Wahrscheinlichkeit in die Fangeinrichtung einschlägt. Zur Erhöhung der Randfeldstärke sollte der obere Abschluss des Blitzableiters möglichst spitz ausgeführt werden.
Zusätzlich lenkt die Konzentration der Ladungsträger, die der elektrischen Ladung der Wolken entgegengesetzt geladen sind, den Blitzschlag in die Fangeinrichtung.
Schlägt ein Blitz in das Blitzschutzsystem ein, so fließen kurzzeitig Ströme mit über 100 kA durch den Blitzableiter. Diese hohen Impulsströme induzieren in benachbarten elektrischen Leitungen des Stromversorgungsnetzes, in Telefonleitungen oder Antennenleitungen Sekundärspannungen, die damit verbundene elektrische Geräte schädigen können. Betroffen sind insbesondere nahegelegene Leitungen, die parallel zum Blitzableiter verlaufen.

## Blitzschutzklassen
Zur Gefährdungsbeurteilung von Blitzeinschlägen in Gebäuden werden diese in Blitzschutzklassen (auch: Gefährdungspegel) eingeordnet. Die Klassen spiegeln dabei die zu erwartende Bedrohung durch Blitzeinschläge und die zu erwartenden Schäden wider. Je höher dabei die Anforderungen an den Blitzschutz liegen, desto unwahrscheinlicher sind Folgeschäden bei Eintritt eines Schadensfalls. Die Blitzschutzklasse kann dabei unterschiedlich bestimmt werden:
- Festlegung durch bestimmte Vorschriften/Regelwerke (z. B. Baugenehmigung, Brandschutzkonzept, auch Bauherrenforderung)
- Ermittlung durch Abschätzen des Schadensrisikos nach DIN EN 62305-2 (IEC 62305-2) durch den Fachplaner
- nach VdS-Richtlinie 2010 (Risikoorientierter Blitz- und Überspannungsschutz) des Gesamtverband der Deutschen Versicherungswirtschaft e. V. (GDV)

| Blitzschutzklasse | kleinster Scheitelwert des Blitzstroms Imin in kA | max.Scheitelwert des Blitzstroms Imax in kA | Einfang- wahrscheinlichkeit | Blitzkugel- radius | Maschenweite äußerer Blitzschutz | Einsatzbereiche nach VdS 2010 |
| ----------------- | ------------------------------------------------- | ------------------------------------------- | --------------------------- | ------------------ | -------------------------------- | --- |
| I                 | 3 kA                                              | 200 kA                                      | 98 %                        | 20 m               | 5 m × 5 m                        | Rechenzentren, militärische Bereiche, Kernkraftwerke, Flughafentower, Industrieanlagen und Lager mit Explosionsgefahr |
| II                | 5 kA                                              | 150 kA                                      | 95 %                        | 30 m               | 10 m × 10 m                      | Mühlen, holzverarbeitende Betriebe, Polizei-Leitstellen, Industrieanlagen mit erhöhter Brandgefahr, Hochhäuser >100 m, Krankenhäuser (Bettenhaus, Versorgungsgebäude), Fernmeldetürme, Windkraftanlagen                       |
| III               | 10 kA                                             | 100 kA                                      | 88 %                        | 45 m               | 15 m × 15 m                      | Museen, Schulen, Hotels >60 Betten, Krankenhäuser (Verwaltung, Wohnheim), Pflegeheime, Kirchen mit Turm, Hochhäuser >22 m, Versammlungsstätten, Gaststätten >200 Plätze, Aussichtstürme, Verkaufsstätten >2000 m², Seilbahnen |
| IV                | 16 kA                                             | 100 kA                                      | 81 %                        | 60 m               | 20 m × 20 m                      | keine Angaben in VdS 2010 |

## Äußerer Blitzschutz
Der äußere Blitzschutz bietet Schutz bei Blitzeinschlägen, die direkt in die zu schützende Anlage erfolgen würden. Er besteht aus Fangeinrichtungen, Ableitungsanlage (beides zusammen umgangssprachlich als Blitzableiter bezeichnet) und Erdungsanlage. Bei einem idealisiert angenommenen Gebäude, dessen Dach und Außenwände aus Metall oder Stahlbeton bestehen, könnte der äußere Blitzschutz als Faradayscher Käfig ausgeführt werden.

### Verfahren zur Ermittlung der Schutzbereiche

#### Blitzkugelverfahren

Industrieschornstein und Haus: Durch das gedachte Abrollen einer Blitzkugel kann der Schutzbereich (grün) und der gefährdete Bereich (rot) bestimmt werden. In diesem Fall sollte der obere Teil des Schornsteines und der First des Hausdaches mit einem Blitzableiter geschützt werden.

Anwendung des Blitzkugelverfahrens: Alle rot schraffierten Bereiche sind von der Kugel berührbar und müssen aktiv gegen Blitzeinschlag geschützt werden. Alle anderen Bereiche gelten dann als automatisch geschützt.

Das Blitzkugelverfahren ist ein maßgebliches Verfahren zur Ermittlung von Eintrittsstellen, die für einen direkten Blitzeinschlag in Frage kommen, und ist in der EN 62305-3 normiert. Es definiert den durch einen Blitz gefährdeten Bereich als Berührungsbereich einer Kugel, deren Mittelpunkt die Spitze des Blitzes in der letzten Phase vor dem Einschlag ist. Die Blitzspitze sucht sich in der Regel den kürzesten Weg zum nächsten geerdeten Bauteil, das heißt zu einem Bauteil, welches die gedachte Blitzkugel berührt, da hier die Entfernung nur dem Kugelradius entspricht. Die Entfernung zu allen Bauteilen außerhalb der Kugel ist größer als der Radius, ein Einschlag in diese Bereiche ist also (nahezu) ausgeschlossen. Es gibt vier Blitzschutzklassen, die jeweils verschiedenen Wahrscheinlichkeiten dafür entsprechen, dass der Scheitelwert eines Blitzstroms unterhalb einer vorgegebenen Stromstärke liegt. Die Blitzschutzklasse einer Anlage muss auf der Grundlage einer Risikobewertung nach EN 62305-2 ermittelt werden. Für jede Blitzschutzklasse wird eine Blitzkugel mit einem bestimmten Radius definiert. Blitzschutzklasse I steht für die höchste Schutzwirkung, der Blitzkugelradius ist entsprechend am geringsten.
Erfahrungsgemäß kann an jedem Punkt einer Anlage, die von einer Kugel entsprechender Größe berührt werden könnte, ein Blitzschlag mit entsprechender Blitzschutzklasse erfolgen. Je kleiner der Radius der Blitzkugel angenommen wird, desto mehr potenzielle Einschlagstellen werden erkannt. Jede Blitzschutzanlage muss einer vollständigen Überprüfung nach dem Blitzkugelverfahren standhalten können.
Das Blitzkugelverfahren kann durch Abrollen einer Kugel über ein maßstäbliches Modell der Anlage oder mit Hilfe der Geometrie angewendet werden. Beispielsweise ergibt sich im Rahmen des Blitzkugelverfahrens, wie in nebenstehender Skizze dargestellt, zwischen zwei Fangleitungen auf Höhe Δh und mit Abstand d bei einer Blitzkugel mit dem Radius r unterhalb der Eindringtiefe p ein Schutzraum.
Die empirisch ermittelten Wahrscheinlichkeiten, dass ein Blitz nicht in die zu schützende Anlage einschlägt, sondern von nach dem Blitzkugelverfahren konstruierten Fangeinrichtungen abgefangen wird, betragen:
| Blitzschutzklasse | kleinster Scheitelwert des Blitzstroms Imin in kA | max.Scheitelwert des Blitzstroms Imax in kA | Wahrscheinlichkeit, dass der Strom I < Imax |
| ----------------- | ------------------------------------------------- | ------------------------------------------- | ------------------------------------------- |
| I                 | 2,9                                               | 200                                         | 99 %                                        |
| II                | 5,4                                               | 150                                         | 98 %                                        |
| III               | 10,1                                              | 100                                         | 97 %                                        |
| IV                | 15,7                                              | 100                                         | 97 %                                        |

Bei kleineren als den angegebenen Blitzscheitelströmen Imin ist die Fangwahrscheinlichkeit geringer. Bei größeren als den angegebenen Blitzscheitelströmen Imax besteht die Gefahr, dass Schäden am zu schützenden Objekt oder an der Blitzschutzanlage auftreten. Der umfassendste Blitzschutz ist bei Blitzschutzklasse I gegeben.

#### Schutzwinkelverfahren

Kegelförmiger Schutzbereich rund um eine Fangstange

Das Schutzwinkelverfahren ist ein vom Blitzkugelverfahren abgeleitetes vereinfachtes Verfahren, das durch einen errechneten Winkel α unter Fangeinrichtungen begrenzte Bereiche definiert, in denen ein direkter Blitzeinschlag unwahrscheinlich ist. Dieser Winkel ist von Tangenten an einen Kreis mit dem Radius der Blitzkugel abgeleitet und daher von der Höhe h, dem oberen Ende der Fangeinrichtungen, über der Bezugsebene abhängig. Über diesen Winkel lässt sich auch die benötigte Höhe der Fangeinrichtung berechnen. Als Fangeinrichtungen nach dem Schutzwinkelverfahren werden Fangstangen – umgangssprachlich Blitzableiter – und Fangleitungen, auch Fangseil genannt, verwendet.

#### Maschenverfahren
Das Maschenverfahren ist ein vom Blitzkugelverfahren abgeleitetes vereinfachtes Verfahren, das ein Netz von Fangleitungen zum Schutz ebener Flächen definiert. Die maximale Maschenweite hängt von der benötigten Schutzklasse nach folgender Tabelle ab:
| Blitzschutzklasse | Maschenweite |
| ----------------- | ------------ |
| I                 | 5 m × 5 m    |
| II                | 10 m × 10 m  |
| III               | 15 m × 15 m  |
| IV                | 20 m × 20 m  |

Auf Industriebauten wird das Maschenverfahren in der Regel durch Fangstangen ergänzt, die Bauteile (etwa Klimaanlagen und Dachkuppeln), die über das Maschensystem herausragen, schützen.

### Fangeinrichtungen

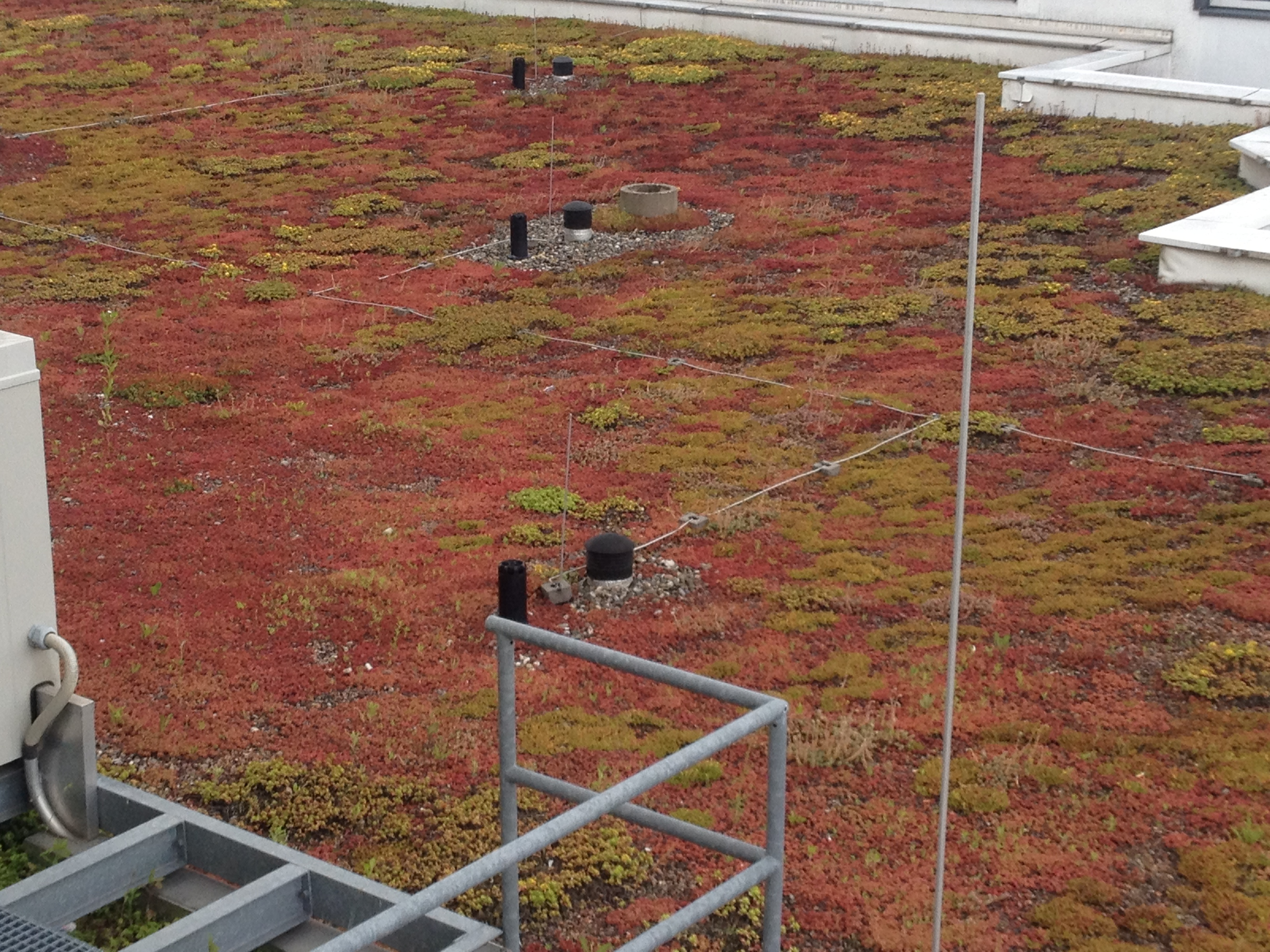
Fangeinrichtung auf einem Flachdach als Kombination aus Maschen und Fangstangen zum zusätzlichen Schutz herausragender Teile

Die Fangeinrichtungen haben nach EN 62305 Teil 3 die Aufgabe, direkte Blitzeinschläge, welche ohne Fangeinrichtung in das Gebäude oder Struktur einschlagen würden, einzufangen. Fangeinrichtungen können aus Stangen, Drähten, Seilen oder Metallteilen der zu schützenden Anlage wie Teilen von Metalldächern bestehen. Die Fangeinrichtung überragt prinzipbedingt die äußere Kontur des eigentlichen Baukörpers.
Die eigentliche Eigenschaft der Fangeinrichtung entsteht durch den Spitzeneffekt und die niedrige Impedanz des geerdeten Blitzableiters. Durch den Spitzeneffekt bildet sich knapp über der Spitze eine hohe elektrische Feldstärke. Die Spitze der Fangeinrichtung sollte dabei nicht mit zu kleinem Krümmungsradius ausgeführt sein, auch wenn ein möglichst kleiner Krümmungsradius in unmittelbarer Nähe zur Fangstange eine maximale Feldstärkeerhöhung ergibt. Rechnerisch ergibt sich ein ideales Verhältnis von Höhe der Fangstange zum Radius der Spitze von 680:1, was einer Felderhöhung über der Fangeinrichtung von ca. Faktor 230 entspricht, in Relation zum ungestörten Feldstärkeverlauf. Erreicht die elektrische Feldstärke die Durchbruchfeldstärke für Luft, wird die Luft in der unmittelbaren Umgebung ionisiert und damit elektrisch leitfähig; damit setzt die elektrische Entladung ein. Dieser Vorgang kann auch über mehrere Stufen wie eine Koronaentladung erfolgen, historisch wird diese Teilentladung in Bezug zu Gewittern auch als Elmsfeuer bezeichnet.
Das Material der Fangeinrichtung muss witterungsbeständig, elektrisch gut leitfähig und blitzstromtragfähig sein. Daher werden Metalle wie Kupfer, Aluminiumlegierung (AlMgSi), Niro (V2A) oder verzinkter Stahl verwendet. Der Leitungsquerschnitt (i. d. R. 50 mm²) bzw. Durchmesser (mind. 8 mm) muss so gewählt sein, dass die hohe Momentanleistung eines Blitzschlags nicht zum Schmelzen der Fangeinrichtungen führt und die mechanischen Kräfte zufolge der Lorentzkraft bei hohen Strömen zu keinen mechanischen Verformungen führen. Dabei ist auch zu berücksichtigen, dass der Blitzstrom nur einige Millisekunden fließt.
Insbesondere exponierte Stellen einer Anlage, die für einen direkten Blitzeinschlag in Frage kommen, werden oft mit Fangeinrichtungen versehen oder als Fangeinrichtung ausgebildet. Die Fangeinrichtungen sind typischerweise untereinander und auf kurzem Weg mit der Ableitungsanlage verbunden.

#### Radioaktive Blitzfangeinrichtung
Eine radioaktive Blitzfangeinrichtung ist eine besondere Ausführung einer Blitzfangeinrichtung, bei der eine radioaktive Substanz durch ihre Strahlung die Luft um den metallischen Leiter ionisiert. Dadurch soll die Wahrscheinlichkeit erhöht werden, dass an dieser Stelle eine Fangentladung startet, in die der Blitz einschlägt. Als radioaktive Substanz enthalten sie typischerweise umschlossene Alphastrahler wie Radium-226 oder Americium-241 mit einer Radioaktivität von ungefähr 30 kBq bis 70 MBq. Mehrere dieser Strahlenquellen wurden auf einer Fangstange montiert.
Radioaktive Blitzfangeinrichtungen mit Alphastrahlern wurden unter anderem in der Westschweiz, in Frankreich und unter französischem Einfluss in einer Reihe anderer Staaten eingesetzt, so in Brasilien und in Spanien. In Serbien und in allen Staaten des früheren Jugoslawien wurden Gammastrahler - nämlich 152Eu, 154Eu und 60Co mit einer Aktivität von ca. 4 GBq bis 20 GBq - verwendet, wobei nur eine Strahlenquelle pro Blitzableiter verwendet wurde.
Es konnte allerdings nie nachgewiesen werden, dass die Radioaktivität die Wirksamkeit der Fangeinrichtung tatsächlich verbessert. Blitzfangeinrichtungen mit radioaktiven Strahlenquellen werden heute aus Sicherheitsgründen demontiert und durch herkömmliche Blitzfangeinrichtungen ersetzt.

### Ableitungsanlage
Die Ableitungsanlage, umgangssprachlich auch als Blitzableiter bezeichnet, leitet den Blitzstrom von den Fangeinrichtungen zur Erdungsanlage.
Sie besteht aus annähernd senkrecht geführten metallischen Ableitungen, die im Bereich der baulichen Anlage verteilt sind. Als Ableitungen können sowohl separate Leitungen als auch ausreichend dimensionierte und blitzstromtragfähig verbundene Metallteile der zu schützenden Anlage verwendet werden. Die Leiterführung soll möglichst kurz von der Fangeinrichtung zur Erdungsanlage verlaufen.
Üblicherweise werden an zugänglichen Stellen der senkrechten Ableitungen Trennstellen in Form von lösbaren Verbindungen zur messtechnischen Prüfung der Blitzschutzanlage vorgesehen, optional auch Blitzzähler, die zur messtechnischen Erfassung der Anzahl von Blitzeinschlägen dienen.
Die benötigte Anzahl der Ableitungen und ihr maximaler Abstand sind von der anzustrebenden Schutzklasse abhängig. Die Mindestanzahl ermittelt sich, indem der Umfang der Dachaußenkanten (in Metern) durch 20 geteilt und das Ergebnis um 1 erhöht wird. Der sich hieraus ergebende Betrag wird gerundet.
Bei Gebäuden mit weniger als 12 m Länge oder Breite kann ein ungerades Ergebnis auf die nächstniedrigere gerade Anzahl reduziert werden.

### Erdungsanlage
Die Erdungsanlage leitet den Blitzstrom in den Erdboden. Sie beinhaltet idealerweise einen Fundamenterder.
Wenn das Fundament vollständig isoliert, ein älteres Gebäude noch nicht mit Fundamenterder ausgestattet wurde oder der Erdwiderstand zu hoch ist, muss der Fundamenterder durch Ringerder, Strahlenerder, Plattenerder, Tiefenerder oder natürliche Erder ersetzt oder mit solchen ergänzt werden. Diese müssen dauerhaft korrosionsgeschützt sein. Ungeschützt im Erdreich sowie im Übergang zum Erdreich verlegte Erder werden aus nichtrostendem Stahl V4A (Werkstoff-Nr. 1.4571) erstellt.
Ringerder, Erdungsplatten und Strahlenerder sollen mindestens 50 cm tief in den Erdboden eingebracht werden. Die Tiefe soll auch in trockenen Sommern einen ausreichend feuchten Boden garantieren, um den Erdungswiderstand gering zu halten, und helfen, Korrosion durch Luftabschluss zu begrenzen. Tiefenerder werden senkrecht in den Boden getrieben und können neun Meter oder länger sein. Sie bestehen in der Regel aus nichtrostendem Stahl V4A. Verzinkter Stahl kommt nur zum Einsatz, wenn keine Korrosionsgefahr durch alkalische oder saure Böden bzw. elektrochemische Korrosion besteht.
Der Erder benötigt zum Anschluss der Ableitungen für jede Ableitung jeweils eine nach oben geführte Anschlussfahne.
Haupterdungsleiter und Blitzschutzerder (soweit vorhanden) werden an den Hauptpotentialausgleich angeschlossen, damit alle leitfähigen Teile des Gebäudes auf einem gemeinsamen Spannungsniveau liegen.
Die Anforderungen des Blitzschutz-Potentialausgleichs gehen über die VDE 0190 hinaus. Die Blitzschutzanlage wird mit weiteren metallenen Installationen wie Hauptschutzleiter, Hauptwasserrohre, Hauptgasrohre, Antennenstangen und sonstige berührbare Metallteile wie durchlaufende Treppengeländer und Aufzugsschienen über Leitungen oder gegebenenfalls Trennfunkenstrecken verbunden.

## Innerer Blitzschutz

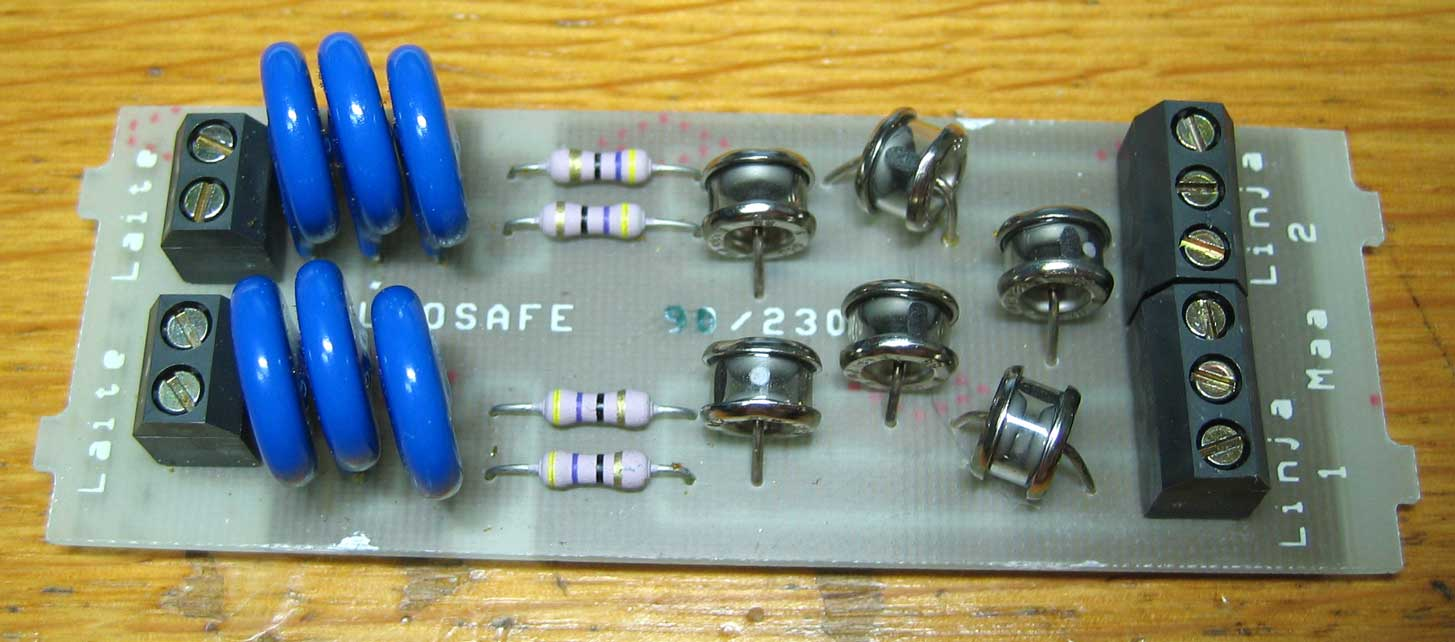
Fein- und Geräteschutz für zwei Telefonleitungen, bestehend aus Gasableitern und Varistoren.

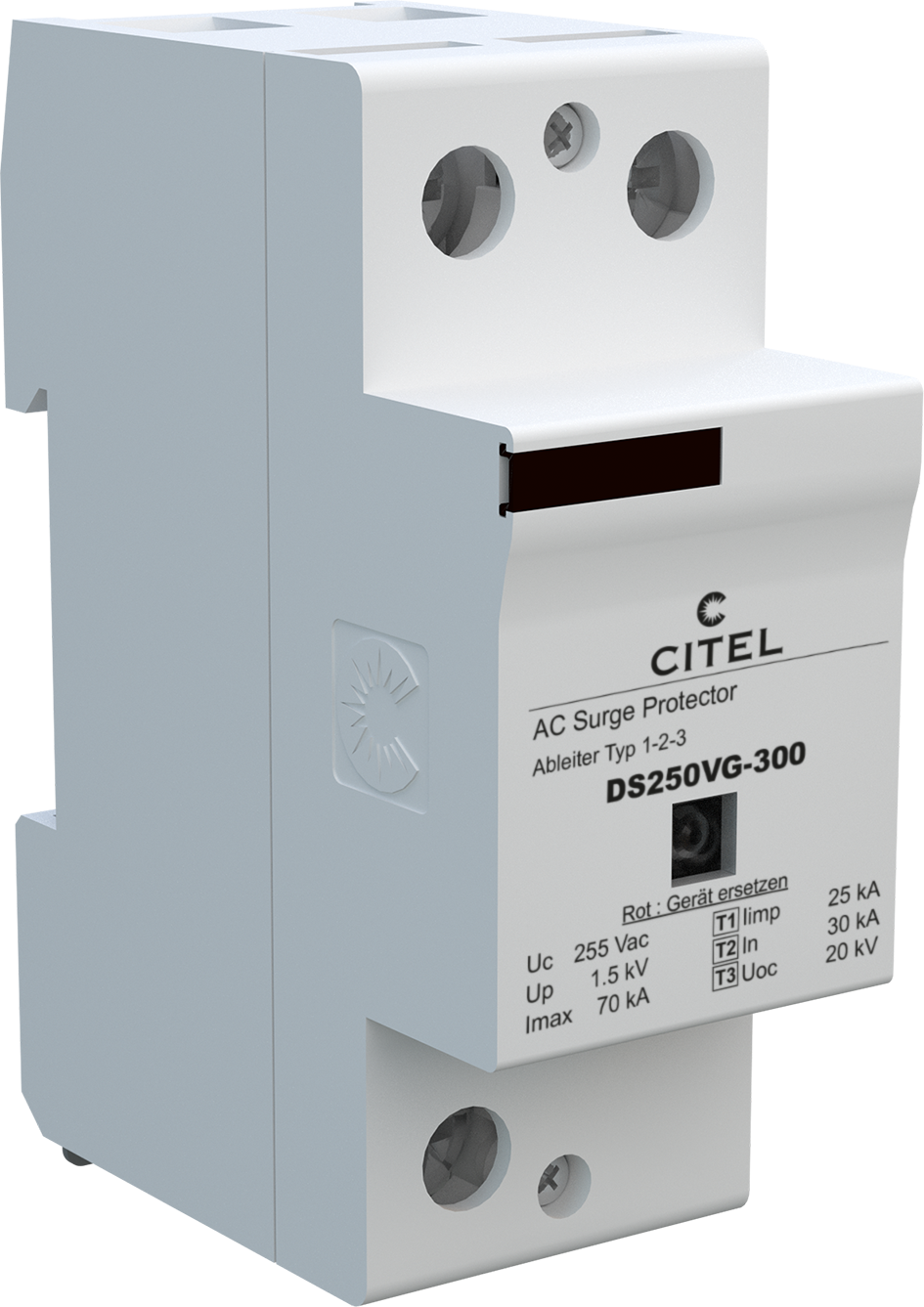
Einpoliger Kombiableiter Typ1+2+3

Als innerer Blitzschutz wird der Schutz von elektrischen und elektronischen Anlagen vor schädlichen Überspannungen unterschiedlichster Art bezeichnet. Auch infolge eines Blitzeinschlages in bis zu etwa 1,5 km Entfernung können Überspannungen durch Rohr- und Leitungsanlagen übertragen werden.
Überspannungen können auf mehrere Arten entstehen:
1. Durch direkte Einwirkung des Blitzstromes aufgrund eines Einschlages in das Gebäude oder Versorgungsleitungen.
2. Durch direkte Einwirkung des Blitzstromes aufgrund eines Einschlages in Energie-/Telekommunikationszuleitungen.[1]
3. Durch indirekte Einwirkung hoher Spannungen aufgrund eines entfernten Einschlages.

Für den Überspannungsschutz von elektrischen Anlagen und Endgeräten werden Überspannungsschutzgeräte (Surge Protective Devices) eingesetzt, die nach der Norm EN 61643-11 in drei Kategorien eingeteilt sind:
- SPD Typ 1 (Grobschutz) müssen an allen Einführungen von elektrischen Leitungen in den Schutzbereich des äußeren Blitzschutzes eingesetzt werden. Sie leiten den vollen Blitzstrom ab, belassen es aber bei einer für elektronische Geräte gefährlichen Überspannung. SPD Typ 1 bestehen aus in Gehäuse eingebaute Funkenstrecken (Trennfunkenstrecken). Der Einsatz von Kombiableitern (kombiniert Typ 1+2+3) kann wirtschaftlicher sein. Die Vorteile liegen in einer Platz- und Kostenersparnis, gegenüber einem vergleichbaren SPD Typ 1.
- SPD Typ 2 (Mittelschutz) reduzieren das Spannungsniveau weiter. Sie werden in der Regel in Unterverteilungen in Bauformen für eine Hutschienenmontage eingesetzt. Für SPD Typ 2 werden häufig leistungsstarke Varistoren eingesetzt.
- SPD Typ 3 (Fein- oder Geräteschutz) reduzieren das Spannungsniveau auf ein für elektronische Geräte ungefährliches Maß (Schutzpegel Up (bei In)). Sie werden möglichst nahe, maximal 10 Meter, bei den zu schützenden Endgeräten eingesetzt. SPD Typ 3 sind zum Beispiel Überspannungsschutz-Steckdosen und Überspannungsschutz-Steckdosenadapter. Der Überspannungsschutz wird bei dieser Kategorie durch eine Kombination vom ungeschützten Eingang ausgehend mit Gasableitern, Varistoren und/oder Suppressordioden erreicht.

## Blitzschutzanlagen bei besonderen Einrichtungen

### Antennen

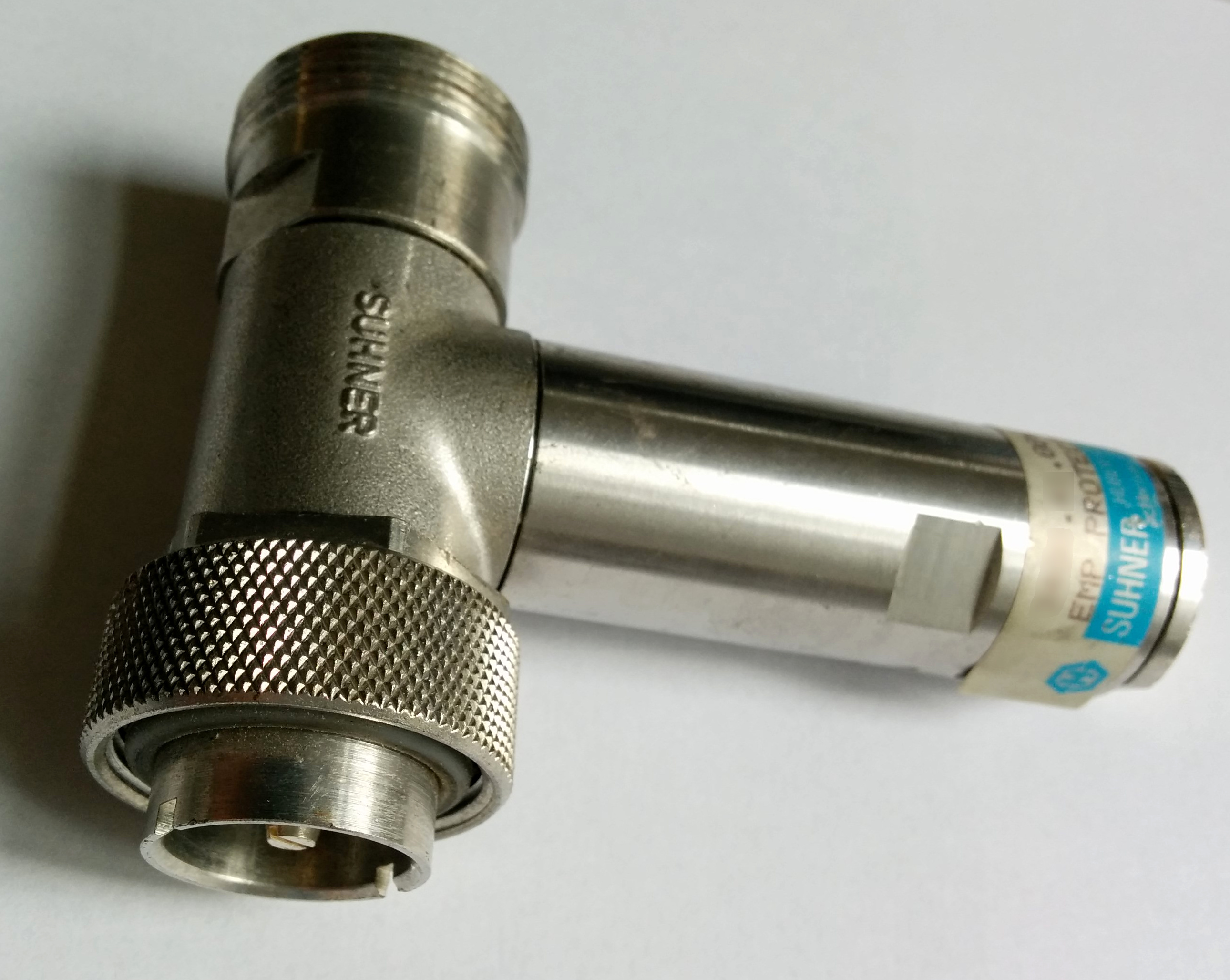
Eine kurzgeschlossene λ/4-Stichleitung (QWS) für 980 MHz als Blitzschutz-Zwischenstecker am koaxialen Antennenanschluss

Antennen sind besonders durch Blitzschlag gefährdet, da sie sich funktionsbedingt an exponierter Stelle befinden und elektrisch leitfähig sind. Wenn ein Blitz in eine Antenne einschlägt und kein Blitzschutz vorhanden ist, gelangt der Blitzstrom über die Antennenzuleitung zum Empfangs- oder Sendegerät. Diese sowie auch das Antennenkabel können zerstört werden. Weitere Gefährdungen wie Brand und Stromschläge sind gegeben.
Der Blitzschutz bei Antennen erfolgt durch separate Blitzfangeinrichtungen, geerdete Bauformen der Antennen (z. B. Mitte des Schleifendipoles) und zusätzlich durch Funkenstrecken und/oder Gasableiter in der Antennenleitung.
Gasableiter befinden sich am Antennenkabel zwischen den Leitern und einem Erder. Sie sollen im Normalbetrieb den Impedanzverlauf des Antennenkabels nicht beeinflussen. Ab einer bestimmten Spannung zündet der Gasableiter bzw. die Funkenstrecke und leitet den Blitzstrom ab.
Eine weitere Form des Blitzschutzes bei schmalbandig betriebenen Antennen ist der Einbau einer am Ende kurzgeschlossenen λ/4-Stichleitung in die Antennenzuleitung. Sie verbindet den Innenleiter des Koaxialkabels mit dem Schirm und beide können nun dort geerdet werden. Bei der Betriebsfrequenz findet keine Beeinflussung des Kabels statt, während alle anderen Frequenzen und Gleichstrom kurzgeschlossen werden. Sie wird in der englischsprachigen Fachliteratur als  quarter-wave shorting stub (QWS) bezeichnet.
Gut gegen Blitzeinschlag geschützt sind Antennenanlagen, beispielsweise Satellitenantennen, die 2 m unterhalb der Dachtraufkante und nicht weiter als 1,5 m von der Hauswand wegragen. Dies ist in der Regel auch dann der Fall, wenn die Antenne auf dem Balkon angebracht ist.

### Selbststrahlende Sendemasten

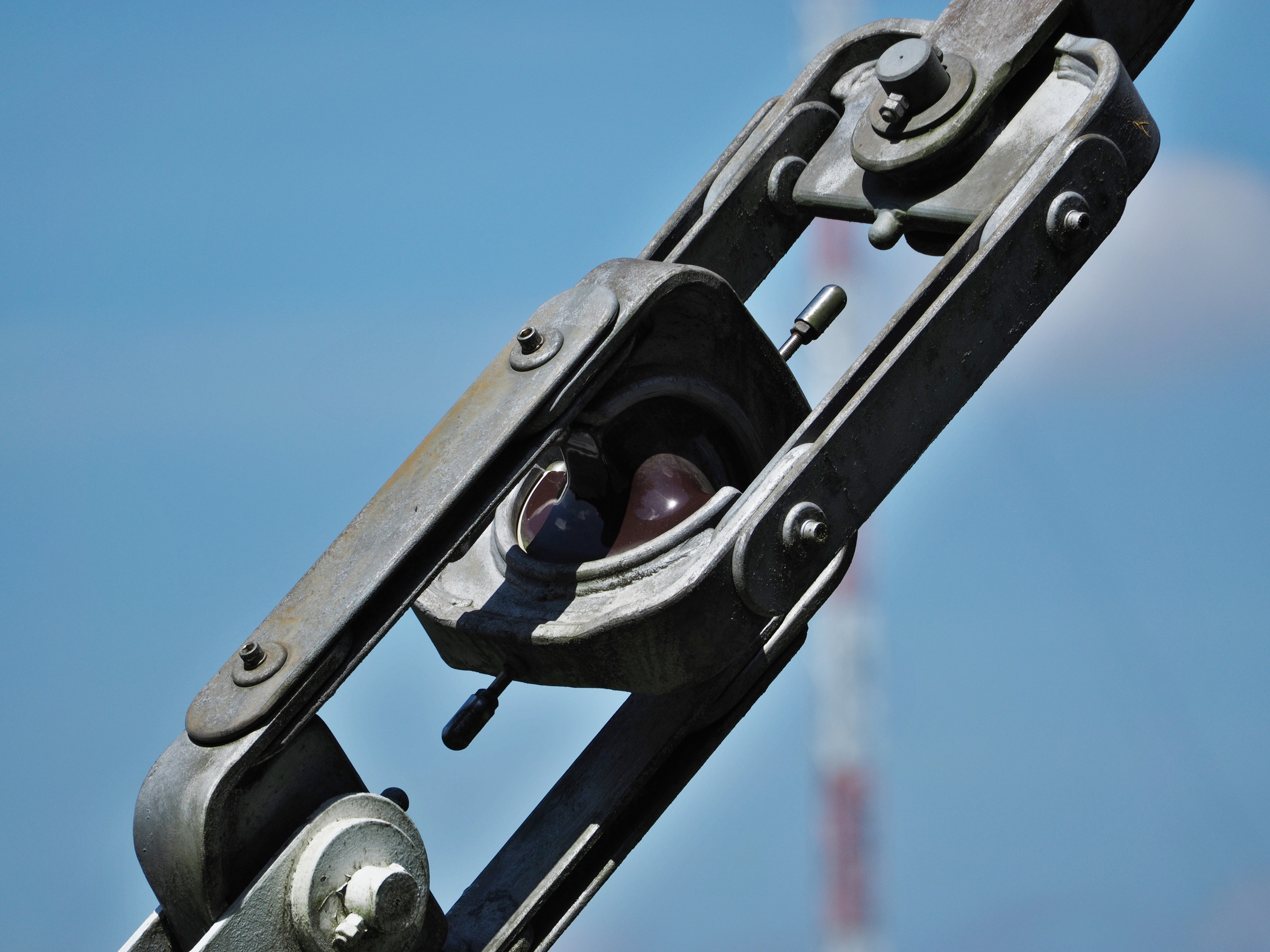
Pardunenisolator mit zwei Trennfunkenstrecken im oberen und unteren Innenbereich

Selbststrahlende Sendemasten für Lang- und Mittelwelle können nicht geerdet werden, weil über die Erdung die abzustrahlende Hochfrequenzenergie abfließen würde. Solche Masten besitzen am Fußpunktisolator eine Funkenstrecke (Trennfunkenstrecke), welche bei Überspannung durch den Blitzeinschlag zündet. Diese Funkenstrecke wird so eingestellt, dass bei der am Mast anliegenden Spannung auch bei Starkregen keine Entladung auftreten kann. In die Speiseleitung zum Sendehaus ist dabei eine Induktivität mit einer Windung, die Blitzschlaufe, eingebaut, um die Sende-Endstufe vor der Blitzspannung zu schützen.
Ein Verstimmschutz überwacht, ob die Antenne stets den richtigen Widerstand hat, und bewirkt bei einem Blitzschlag, der zum Kurzschluss des Senderausgangs führt, ein kurzzeitiges Abschalten des Senders. Hierdurch wird verhindert, dass durch die Sendeleistung gespeiste Lichtbögen stehen bleiben, welche unter Umständen die Maststatik und den Sender gefährden können. Manchmal sind auch noch UV-Detektoren vorhanden, die überwachen, dass keine Lichtbögen bestehen bleiben. Nach einer gewissen Zahl von Ausschaltungen wird der Sender oft für längere Zeit abgeschaltet und der Mast wird automatisch geerdet.
Für die Dimensionierung der Isolation von Pardunenunterteilungsisolatoren wird die statische Aufladung bei Gewittern zum Hauptkriterium und nicht die Sendeleistung. Da die Isolatoren stets mit Überspannungsableitern, die einer Wartung bedürfen, ausgestattet sein müssen, werden die Pardunen gelegentlich auch über Spulen, die eine Verstimmung der Seile bewirken, oder in Ausnahmefällen auch direkt geerdet. Bei derartigen Konstruktionen gibt es nur am Mast und an den Spulen Überspannungsableiter.

### Freileitungen

Die Schutzwirkung der Erdseile einer Freileitung lässt sich mit dem Blitzkugelverfahren gut veranschaulichen. Dargestellt ist das Spannfeld zwischen zwei Masten.

Freileitungen für Hochspannung mit Nennspannungen über 110 kV werden in der Regel mit Erdseilen überspannt. Je nach Bauform der metallischen Masten kommen dabei ein oder zwei Erdseile zur Anwendung, bei Umspannanlagen werden Freiluftschaltanlagen bei Bedarf auch mit Erdseilen überspannt. Neben dem Blitzschutz dienen diese Erdseile auch dem Potentialausgleich zur Ableitung und Ausgleich von Erdkurzschlussströmen im Fehlerfall.

### Seilbahnen
Wie alle Türme und Freileitungen laufen auch Seilbahnen, insbesondere Luftseilbahnen, Gefahr, von Blitzen getroffen zu werden. Schlägt ein Blitz in eine Seilbahnstütze, direkt in eine Gondel oder in ein Trag-, Zug- oder Förderseil ein, so erfolgt ein Potentialausgleich mit dem Erdboden. Seilbahngondeln wirken dabei wie Autos als Faradaysche Käfige, das heißt, das Innere bleibt (annähernd) frei vom elektrischen Feld (siehe dazu auch Betrieb von Fahrzeugen während eines Gewitters).
Stützen müssen nach den gesetzlichen Vorschriften geerdet sein. Bei einem Blitzeinschlag in ein Tragseil wird der Blitzstrom über die metallenen Tragseilsättel oder die Abspannung abgeleitet, bei Einschlägen in Förderseile und Zugseile, die bei den Masten über gummigefütterte Rollen laufen, fließt der Strom über die Stahlseile zu den Stationen. Dort können technische Bauteile, vor allem Sensoren und andere elektrische und elektronische Komponenten, durch den Blitzstrom beschädigt werden, sofern die Drahtseile nicht rechtzeitig vor Herannahen des Gewitters extra geerdet wurden.
Der Kontakt der Zug- oder Förderseile mit den Rollen und Seilumlenkscheiben reicht wegen der Gummifütterung derselben alleine nicht aus, um einen niederohmigen Strompfad zur Erdung sicherzustellen. Obwohl die Gummiauflagen der Rollen und Umlenkscheiben zur Vermeidung von im regulären Betrieb und bei Gewittern entstehenden elektrostatischen Aufladungen aus elektrisch leitendem Material produziert werden, kann dieses begrenzt leitfähige Gummimaterial stärkere Blitzströme nicht ableiten.
Ein schlüssiger Kontakt ist nur mit stillstehenden Seilen möglich. Bei älteren Seilbahnanlagen werden vor einem Gewitter die Seile manuell mit einer fest zu montierenden Erdungsstange geerdet, bei modernen Anlagen kann das vollautomatisch erfolgen. Generell mindern Erdseile, die oberhalb des Fahrweges von Mast zu Mast gespannt werden, das Risiko von Einschlägen in die Seilbahnseile.
Bei Stahlseilen können an der Blitzeinschlagstelle einzelne Litzen beschädigt werden. Obwohl ein Blitzschlag bisher kein Seilbahnseil unmittelbar zum Reißen gebracht hat, werden die Seilbahnseile bei den regelmäßigen Seilkontrollen visuell auf eventuelle Schäden durch Blitzeinschläge untersucht. Sonstige Schäden durch Blitzeinschlag treffen vor allem exponiert angebrachte Windmesser und zugehörige elektrische Leitungen (sowie Leitungen für Strom, Telefon, Lautsprecher, Daten) ohne Blitzableiter in der Nähe.
Blitzeinschläge in Schlepplifte sind sehr gefährlich, da der Potentialausgleich durch die Körper der mehr oder minder geerdeten Liftbenutzer erfolgen kann. Solche Anlagen werden daher nach den Betriebsvorschriften vor Gewittern außer Betrieb gesetzt.

## Normen und Richtlinien
Der umfassende Blitzschutz ist international in der IEC 62305 und europäisch in der EN 62305 definiert. Im deutschsprachigen Raum wurde die EN gemäß den gemeinsamen Regeln der CEN/CENELEC durch Veröffentlichung eines identischen Textes mit nationalem Vorwort in die jeweiligen nationalen Normenwerke mit aufgenommen.
Die Normenreihe IEC 62305 besteht aus vier Teilen:
- Teil 1: Allgemeine Grundsätze
- Teil 2: Risiko-Management
- Teil 3: Schutz von baulichen Anlagen und Personen
- Teil 4: Elektrische und elektronische Systeme in baulichen Anlagen

und den im Jahr 2006 in der Entwurfsphase entfernten Teil 5:
- Teil 5: Services (Arbeitstitel, geplante Anwendung waren Dienstleistungen im Telekommunikationsbereich)

Sie bietet ein Gesamtkonzept zum Blitzschutz und berücksichtigt
- die Gefährdung durch Blitzeinschläge (direkt und indirekt) sowie den Strom und das Magnetfeld des Blitzes
- die Schadensursachen (Spannungen, Funkenbildung, Feuer, Explosion, Überspannungen, mechanische und chemische Wirkungen)
- die zu schützenden Objekte (Personen, Gebäude, Anlagen)
- die Schutzmaßnahmen wie Fangeinrichtungen, Ableitungen und Schirmungen.[18]

Der zweite Teil (EN 62305-2), der zunächst in Europa nicht die erforderliche Abstimmungsmehrheit erreicht hat, musste vor der Veröffentlichung als DIN EN 62305-2; VDE 0185-305-2:2013-02 bei der CENELEC nachgearbeitet werden.
In Deutschland wurde die DIN EN 62305 zudem, weil sie Sicherheitsfestlegungen über die Abwendung von Gefahren für Menschen, Tiere und Sachen enthält, in das VDE-Vorschriftenwerk unter VDE 0185-305 mit aufgenommen. Sie entfaltet somit nach herrschender Rechtsprechung die Vermutungswirkung, eine anerkannte Regel der Technik zu sein.
In der EN 62305-4 werden Blitzschutzzonen (englisch lightning protection zone, LPZ) definiert. Die Einteilung geht von LPZ0 für ungeschützte Bereiche bis zu LPZ2 und höher für stark abgeschirmte Bereiche. Analog dazu werden in der EN 62305-1 Gefährdungspegel (englisch lightning protection level, LPL) von I bis IV beschreiben, wobei im Allgemeinen der LPL II, für elektronische Systeme jedoch der LPL I empfohlen wird.
In Österreich gelten 2013 folgende Normen:
- ÖVE/ÖNORM E 8049-1 (Blitzschutz baulicher Anlagen) und die aktuellen Nachfolgebestimmungen
- ÖVE/ÖNORM EN 62305-1: Blitzschutz – Teil 1: Allgemeine Grundsätze
- ÖVE/ÖNORM EN 62305-2: Blitzschutz – Teil 2: Risiko-Management
- ÖVE/ÖNORM EN 62305-3: Blitzschutz – Teil 3: Schutz von baulichen Anlagen und Personen
- ÖVE/ÖNORM EN 62305-4: Blitzschutz – Teil 4: Elektrische und elektronische Systeme in baulichen Anlagen
- ÖVE/ÖNORM EN 50164 - Serie (Blitzschutzbauteile)
- OVE Richtlinie R 1000-2

## Geschichte

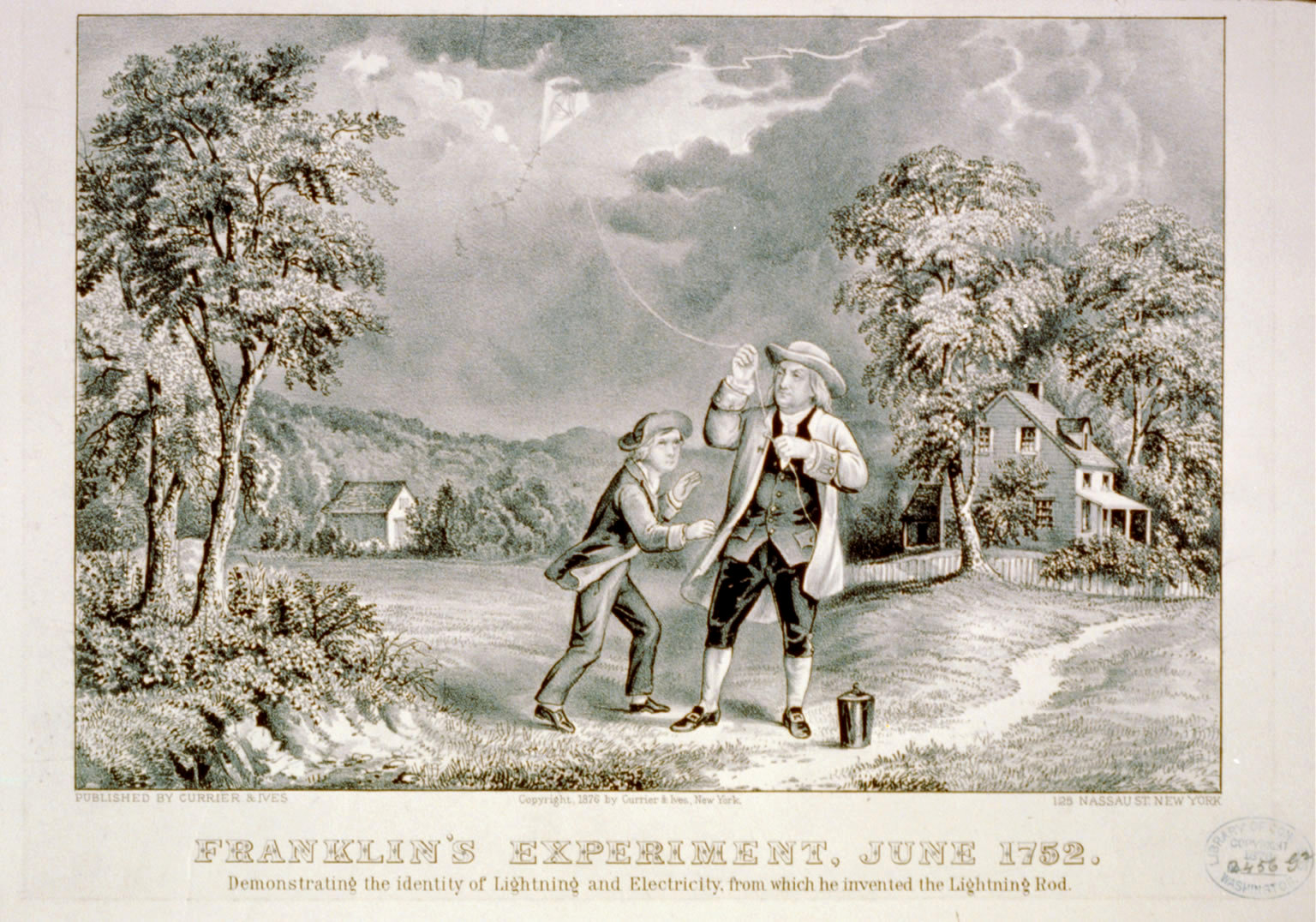
Künstlerische Darstellung von Benjamin Franklins Experiment des Jahres 1752, in welchem er angeblich einen Drachen an einem Draht in eine Gewitterwolke aufsteigen ließ

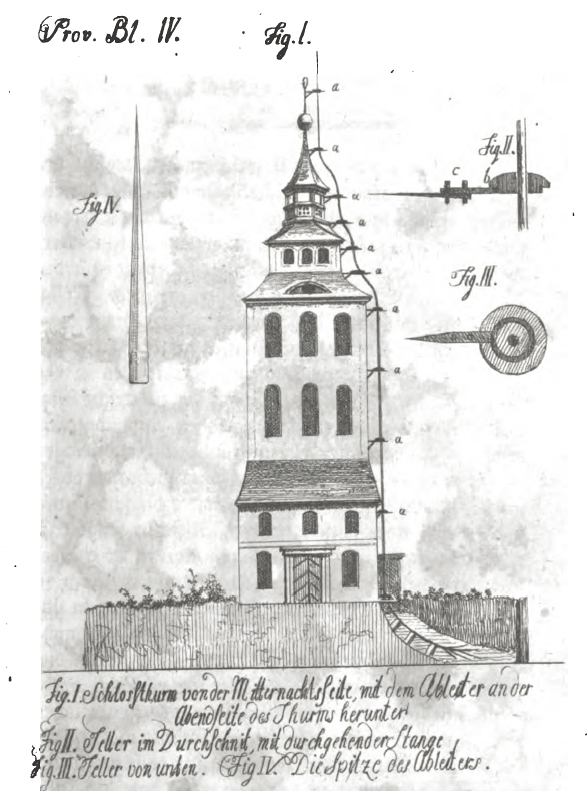
Zeichnung des im Oktober 1781 errichteten Blitzableiters auf dem Turm des Schlosses Hainewalde

Aus der Zeit vor dem 18. Jahrhundert (Aufklärung) gibt es magischen „Blitzschutz“. So befanden sich am Turm des Stephansdoms in Wien bis zur ersten Sanierung der Turmspitze 1840 vier Hirschgeweihe, die diesem Zweck dienen sollten.

### Erfindung von Benjamin Franklin
Als Erfinder des Blitzableiters gilt Benjamin Franklin, der sich in den 1740er Jahren für den damals neu entstandenen Themenbereich rund um die Elektrizität interessierte. Nach seiner 1749 geäußerten Theorie, Blitze seien nichts anderes als elektrische Funken, also eine Form von Lichtbogen in riesigem Maßstab, schlug er im Juni 1752 ein Experiment vor, das im Aufbau einem Blitzableiter glich: Während eines Gewitters sollte ein Drachen an einem Metalldraht aufsteigen und von einem Blitz getroffen werden, der Metalldraht sollte die Ladung auf den Boden weiterleiten, wo sie beispielsweise mit einer frühen Bauform eines Kondensators, der sogenannten Leidener Flasche, gespeichert und in Folge die elektrische Spannung am Kondensator festgestellt werden konnte. Franklin bewies mit dem Versuchsaufbau, dass Blitze elektrische Ladungen darstellen. Ob Franklin genau dieses Experiment selbst durchführte oder gar persönlich einen Drachen aufsteigen ließ, wie später kolportiert wurde, ist stark umstritten. Er war sich der Gefährlichkeit des Experiments sehr wohl bewusst.
Nach seinen Experimenten im Jahr 1752, bei denen er an seinem Haus und der von ihm gegründeten Akademie von Philadelphia frühe Blitzschutzeinrichtungen installierte und mithilfe deren er auch die Polarität von Gewitterwolken untersuchte, stellte er 1753 in seiner Zeitschrift Poor Richard’s Almanack auch der Öffentlichkeit sein auf Wirksamkeit überprüftes Verfahren zum Gebäudeschutz vor Blitzschlag vor. In den Folgejahren musste Franklin jedoch noch Fehler ausbessern, er hatte etwa die Bedeutung der korrekten Erdung zunächst unterschätzt.

### Entwicklung in Europa
Auch in Europa wurde das Phänomen von Blitzen eifrig untersucht. Bereits 1752 wurde in Italien der erste Blitzableiter in Bologna durch die Physikerin und Philosophin Laura Bassi und ihrem Mann installiert, der aber auf Grund des vorherrschenden Aberglaubens kurze Zeit später wieder abgebaut wurde. In den 1750er Jahren führte der französische Physiker Jacques de Romas das Drachenexperiment tatsächlich persönlich durch. 1753 starb Georg Wilhelm Richmann während eines ähnlichen Versuchs am Blitzschlag. Davon erfuhr auch der böhmische prämonstratensische Ordensbruder Prokop Diviš, der seit längerem eigene Theorien zur Elektrizität verfolgte. Er errichtete 1754 in seinem Pfarrgarten in Přímětice ein Gerät zur Gewitterverhinderung. Mit seiner „Wettermaschine“ verfolgte Diviš jedoch das Ziel, möglichst großmaßstäbig Gewitter ganz zu verhindern; als tatsächlicher Blitzableiter war das Projekt des Pfarrers nicht gedacht. Divišs Theorien wurden auch durch andere Wissenschaftler verworfen, die ihn als Phantasten abtaten; mangels Unterstützung durch Kirchenoberen und den Wiener Hof, an den er sich wandte, musste Diviš seine Experimente um 1760 aufgeben. 1773 oder 1775 installierte schließlich Joseph Thaddäus Klinkosch den ersten Blitzableiter Böhmens auf dem Schloss Měšice.
Von Grenzwissenschaftlern werden gelegentlich bis heute überholte Theorien verbreitet, dass bereits antike Kulturen Blitzableiter errichtet hätten. Hierbei handelt es sich in der Regel um Fehlinterpretationen von Inschriften oder den Überresten der fraglichen Monumente. Ferner stattete der russische Adlige und Metallmagnat Akinfi Nikititsch Demidow den von ihm zwischen 1721 und 1735 erbauten Schiefen Turm von Newjansk mit einem bis in den Boden durchgängigen Eisengerüst und Metalldach aus, welches in Kombination mit einer vergoldeten, metallenen Hohlkugel auf der Turmspitze auch die Funktion eines Blitzableiters besaß – ob diese Eigenschaft jedoch beim Bau bewusst eingesetzt wurde und somit Franklins Erfindung vorwegnahm, ist heute umstritten.
Im 18. Jahrhundert machte sich in Europa vor allem Giambatista Beccaria in Italien um die frühe Verbreitung von Blitzableitern verdient.

### Verbreitung in Deutschland
Der erste Blitzableiter in Deutschland wurde auf der Hamburger Hauptkirche St. Jacobi 1769 installiert. 1779 wurde die Universitätsstadt Rinteln mit einem Kranz von insgesamt sieben frei stehenden Blitzableiterstangen umgeben, die die Stadt komplett schützen sollten. Der Blitzableiter wurde jedoch an vielen Stellen in Deutschland relativ gleichzeitig eingeführt, so berichtet A. T. von Gersdorff in den Oberlausitzer Provinzialblättern von der Konstruktion eines Blitzableiters in Oberrengersdorf im Jahre 1772. Dies erfolgte im Rahmen der ausführlichen Beschreibung der Errichtung eines Blitzableiters für den Turm des Schlosses Hainewalde, welche im Jahre 1782 stattfand.

### Hemmerscher Fünfspitz in Süddeutschland
Im süddeutschen Raum entwickelte Johann Jakob Hemmer, Leiter des Physikalischen Kabinetts am Hof des Kurfürsten Karl Theodor in Mannheim, den „Hemmerschen Fünfspitz“. Ein Blitzschlag in den Marstall von Schwetzingen (1769) scheint hier Anlass gewesen zu sein, dass sich der bekannte Universalgelehrte Hemmer auch mit der Notwendigkeit des Blitzschutzes beschäftigte und den fünfstrahligen Blitzableiter, gekennzeichnet durch eine senkrechte Stange und ein waagrechtes Strahlenkreuz, erfand und einführte. Der erste Blitzableiter hemmerscher Art wurde am 17. April 1776 auf dem Schloss des Freiherrn von Hacke in Trippstadt/Pfalz installiert. Die weitere Entwicklung wurde durch eine Verordnung des Kurfürsten Karl Theodor beschleunigt, der 1776 bestimmte, dass alle Schlösser und Pulvertürme des Landes mit Blitzableitern auszurüsten seien. In den folgenden Jahren breitete sich ein weiter Elektrizitätstaumel in Deutschland aus, der dazu führte, dass die „Hemmerschen Fünfspitze“ mehr und mehr nachgefragt wurden. Ein Nutzen des waagerechten Strahlenkreuzes konnte jedoch nie nachgewiesen werden. Die Konstruktion blieb deshalb letztlich ohne Einfluss auf die technische Entwicklung des Blitzschutzes.

### Schweiz
1787 wurde auf der Villa Lindengut in Winterthur, heute das Heimatmuseum der Stadt, der erste Blitzableiter der Schweiz errichtet.

### Internationale Berichte
Während Benjamin Franklins Besuch in Paris in den Jahren 1776 bis 1785 führte die Begeisterung der Bevölkerung in den besser gestellten Kreisen zu Blitzableitern in der französischen Mode, deren Schutzfunktion allerdings nie nachgewiesen wurde.
Georg Forster schreibt in seinem Bericht von der zweiten Südseereise von James Cook, dass 1774 vor Tahiti das Anbringen der „electrischen Kette“ aus Kupfer am mittleren Mast des Segelschiffes Resolution einen Blitzeinschlag erfolgreich ins Meer ableitete. Er verweist darauf, dass diese Technik auch schon bei der ersten Südseereise von Cook (1768–1771) angewendet worden war.

## Historische Literatur
- Benjamin Franklin: Experiments and Observations on Electricity. London 1769 (Volltext in der Google-Buchsuche).
- Louis Figuier: Exposition et histoire des principales découvertes scientifiques modernes. Band 4. Langlois et Leclercq, Paris 1857 (Volltext in der Google-Buchsuche).
- Louis Figuier: Les Merveilles de la science ou description populaire des inventions modernes. Band 1, Furne, Jouvet et Cie, Paris 1867, Kapitel Le Paratonnerre. S. 491–597; in der französischen Wikisource
- 1781: Nikolaus Anton Johann Kirchhof (teilweise Übersetzung) von James Fergusons Vorlesungen: Beschreibung einer Zurüstung welche die anziehende Kraft der Erde gegen die Gewitterwolke und die Nützlichkeit der Blitzableiter sinnlich beweiset. Nicolai, Berlin 1781 (Digitalisat).
- 1783: J. Langenbucher: Richtige Begriffe vom Blitz u. von Blitzableitern. Augsburg 1783.
  - Verhaltungsregeln bey nahem Donnerwetter. 2. Auflage. Mit einer Kupfer. Gotha 1775.[37]
- 1786: A. G. Wetzel: Abhandlg. über Electricität und Blitzableitung. 1786.[38]
- Dietrich Müller-Hillebrand: The Protection of Houses by Lightning Conductors. An Historical Review. J. Franklin Institute, 273, 1962, S. 35–44.